# Street Fight
Pour plus de détails, voir Fiche technique et Distribution.
Street Fight est un film américain réalisé par Marshall Curry, sorti en 2005.

## Synopsis
Le film suit Cory Booker lors de la campagne municipale de 2002 à Newark dans laquelle il est outsider.

## Fiche technique
- Titre : Street Fight
- Réalisation : Marshall Curry
- Scénario : Marshall Curry
- Musique : James Baxter
- Photographie : Marshall Curry
- Montage : Marshall Curry, Rachel Kittner et Mary Manhardt
- Production : Marshall Curry
- Société de production : Marshall Curry Productions
- Société de distribution : Argot Pictures (États-Unis)
- Pays :  États-Unis
- Genre : Documentaire
- Durée : 83 minutes
- Dates de sortie : 
  -  États-Unis : 5 novembre 2005

## Distinctions
Le film a été nommé à l'Oscar du meilleur film documentaire en 2006.